# Палата депутатів
Палата депутатів є нижньою палатою в багатьох двопалатних законодавчих органах і єдиною палатою в деяких однопалатних законодавчих органах.

## Опис
Історично Палата депутатів Франції була нижньою палатою французького парламенту під час Реставрації Бурбонів, Липневої монархії та Третьої французької республіки; ця назва все ще неофіційно використовується для Національної асамблеї в рамках нинішньої П'ятої республіки.
Термін «палата депутатів» не вживається широко в англомовних країнах, більш популярним еквівалентом є «палата представників», за винятком Бірми, колишньої британської колонії, де так називалася нижня палата країни. парламент. Це також був офіційний опис Dáil Éireann (нижньої палати ірландського парламенту) у період Ірландської вільної держави.
На Мальті Палата представників відома мальтійською мовою як « Kamra tad-Deputati » . У Лівані дослівна арабська назва парламенту цієї країни — Majlis an-Nuwwab, або «Палата депутатів» (хоча офіційно використовуються французький та англійський переклади «Assemblée Nationale » та «National Assembly» відповідно).
Члена «палати депутатів» зазвичай називають «депутатом», визначення якого схоже на «конгресмен» або «член парламенту». Термін «депутат» може стосуватися будь-якого члена законодавчого органу чи палати; це вживання особливо поширене у тих франкомовних країнах, парламенти яких називаються «національними зборами», а також іспаномовних країнах із законодавчими органами під назвою «конгреси»; цей термін також використовується Асамблеєю Республіки Португалії. В Ірландії воно використовується як форма звернення до членів Dáil Éireann замість ірландського терміна Teachta Dála, тоді як на Нормандських островах «заступник» використовується як офіційна назва більшості членів. Асамблеї штатів у Джерсі та всі, крім двох, члени Делібераційних штатів у Гернсі.

## Палата депутатів у двопалатному законодавчому органі
У наступних країнах Палата депутатів є частиною двопалатного законодавчого органу.
| Країна             | Парламент                                | Місцева назва                                              |
| ------------------ | ---------------------------------------- | ---------------------------------------------------------- |
| Argentina          | Chamber of Deputies of Argentina         | Cámara de Diputados                                        |
| Bolivia            | Chamber of Deputies of Bolivia           | Cámara de Diputados                                        |
| Brazil             | Chamber of Deputies (Brazil)             | Câmara dos Deputados                                       |
| Chile              | Chamber of Deputies of Chile             | Cámara de Diputados                                        |
| Czech Republic     | Chamber of Deputies (Czech Republic)     | Poslanecká sněmovna                                        |
| Dominican Republic | Chamber of Deputies (Dominican Republic) | Cámara de Diputados                                        |
| Haiti              | Chamber of Deputies of Haiti             | Chambre des Députés                                        |
| Italy              | Chamber of Deputies (Italy)              | Camera dei Deputati                                        |
| Mexico             | Chamber of Deputies (Mexico)             | Cámara de Diputados                                        |
| Paraguay           | Chamber of Deputies of Paraguay          | Cámara de Diputados                                        |
| Romania            | Chamber of Deputies (Romania)            | Camera Deputaților                                         |
| Rwanda             | Chamber of Deputies of Rwanda            | Umutwe w'Abadepite Chambre des Députés Chamber of Deputies |
| Spain              | Congress of Deputies of Spain            | Congreso de los Diputados                                  |

## Однопалатні законодавчі органи
У наступних країнах «палата депутатів» — це назва однопалатних парламентів :
| Країна     | ст                            | Місцева назва                                                |  |
| Ліван      | Палата депутатів (Ліван)      | Parlement (Парламент)/ مجلس النواب (Majles Nuweb)            |  |
| Люксембург | Палата депутатів (Люксембург) | Chambre des députés (французька) / D'Chamber (люксембурзька) |  |

## Неіснуючі палати депутатів
- Бірма 1
- Конго-Кіншаса 1
- Еквадор 2
- Єгипет 2
- Ефіопія 1
- Франція 1
- Чехословаччина 2 3
- Ірак 1
- Лівія 1
- Нікарагуа 2
- Османська імперія
- Перу 2
- Палата депутатів португальської нації, нижня палата Кортес Жерайс 1 і Палата депутатів Португальської Республіки, нижня палата Конгресу Республіки 1
- Венесуела 2
- Республіка Негрос і Республіка Замбоанга (нині регіон Філіппін) 3
- Баїя 2
- Сеара 2
- Пернамбуку 2
- Сан-Паулу 2